# Кулишки (платформа)
Кулишки — остановочный пункт (платформа) Октябрьской железной дороги, находящийся на территории Калязинского района Тверской области.

## Характеристика
Остановочный пункт расположен на территории Семендяевского сельского поселения. Ближайшими населёнными пунктами являются деревни Кулишки и Брыкино. Также, к северо-западу от остановочного пункта расположено устье реки Турши, впадающей в Волгу.

## Железнодорожное сообщение
| № поезда  | Маршрут движения | № поезда       | Маршрут движения           |
| --------- | ---------------- | -------------- | -------------------------- |
| 6624/6623 | Савёлово — Углич | 6626/6625      | Углич — Савёлово           |
| 6973      | Калязин — Углич  | 6976/6628/6627 | Углич — Калязин — Савёлово |